# Mel's Drive-In

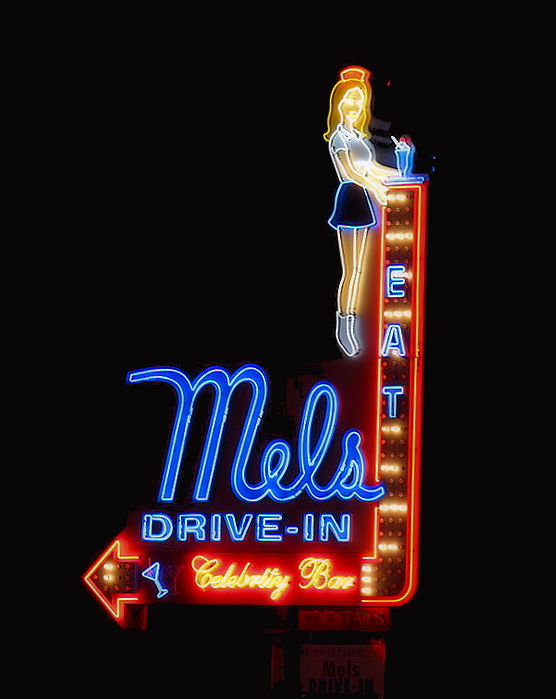
Uithangbord voor een Mel's Drive In-restaurant

Mel’s Drive-In is een Amerikaanse fastfoodketen. In tegenstelling tot wat de naam doet vermoeden, zijn niet alle restaurants een echte drive-in. De restaurants zijn zowel naast de weg als in allerhande pretparken zoals Universal Studios Hollywood en Universal Orlando Resort te vinden.

## Geschiedenis
De keten werd in 1947 opgericht door Mel Weiss en Harold Dobbs in San Francisco. Vanwege een dispuut in de familie Weiss ontstond er een opsplitsing. De restaurants in Noord-Californië heten sindsdien "Original Mels". De andere restaurants bleven eigendom van Mel Weiss en bleven hun naam behouden. In 1994 verkocht Mel Weiss zijn aandelen aan Larry Spergel.

## Protest
De keten kwam in oktober 1963 in opspraak vanwege discriminatie. Hoewel er Afro-Amerikaanse mensen werden aangenomen, kregen deze enkel een functie uit het zicht van blanken. Als gevolg van de ophef werd Harold Dobbs verplicht om het personeelsbeleid aan te passen.

## Media
De keten diende als locatie in verschillende films, series en strips, waaronder:
- 1967: Guess Who's Coming to Dinner
- 1973: American Graffiti
- 1996: Melrose Place
- 1989: Doonesbury